# Verbascum araratense
Verbascum araratense är en flenörtsväxtart som beskrevs av Hub.-mor.. Verbascum araratense ingår i släktet kungsljus, och familjen flenörtsväxter. Inga underarter finns listade i Catalogue of Life.